# Maple Grove (Minnesota)
Maple Grove es una ciudad ubicada en el condado de Hennepin en el estado estadounidense de Minnesota. En el Censo de 2010 tenía una población de 61567 habitantes y una densidad poblacional de 678,63 personas por km².

## Geografía
Maple Grove se encuentra ubicada en las coordenadas 45°6′46″N 93°27′47″O / 45.11278, -93.46306. Según la Oficina del Censo de los Estados Unidos, Maple Grove tiene una superficie total de 90.72 km², de la cual 84.52 km² corresponden a tierra firme y (6.83%) 6.2 km² es agua.

## Demografía
Según el censo de 2010, había 61567 personas residiendo en Maple Grove. La densidad de población era de 678,63 hab./km². De los 61567 habitantes, Maple Grove estaba compuesto por el 86.35% blancos, el 4.17% eran afroamericanos, el 0.28% eran amerindios, el 6.18% eran asiáticos, el 0.04% eran isleños del Pacífico, el 0.76% eran de otras razas y el 2.21% pertenecían a dos o más razas. Del total de la población el 2.51% eran hispanos o latinos de cualquier raza.